# Alfredo Cibelli
Alfredo Cibelli, född 1885 i Neapel, död 23 april 1955 i New York, var en italiensk-amerikansk sångare, musiker och orkesterledare. Mellan cirka 1917 och 1942 gjorde Cibelli över 3000 skivinspelningar för skivbolaget Victor i New York. Han var bror till sångaren Eugenio Cibelli.
Cibelli emigrerade från Neapel till New York tillsammans med sina föräldrar och två bröder 1908. Till en början spelade han mandolin på olika restauranger och musikklubbar och verkade även som barytonsångare vid Metropolitan Opera House. Därefter anslöt han sig till bolaget Victor och ansvarade för skivinspelningar med utländska artister. Cibelli dirigerade ett flertal orkestrar och gjorde inspelningar med bland andra Carlos Gardel, Enrico Caruso, Walfrid Lehto, Arthur Kylander och Jukka Ahti.